# Chilochromis duponti
Chilochromis là chi đơn loài của họ Cá hoàng đế, chứa loài duy nhất Chilochromis duponti. Đây là chi đặc hữu ở các sông thuộc Châu Phi.